# 千葉県道238号保田停車場線
千葉県道238号保田停車場線（ちばけんどう238ごう ほたていしゃじょうせん）は、千葉県安房郡鋸南町を起点・終点とする一般県道。内房線保田駅と国道を接続するための道路である。沿線は保田駅前商店街の店が連ねるが、あまり活気はなくシャッター通り化してしまっている。

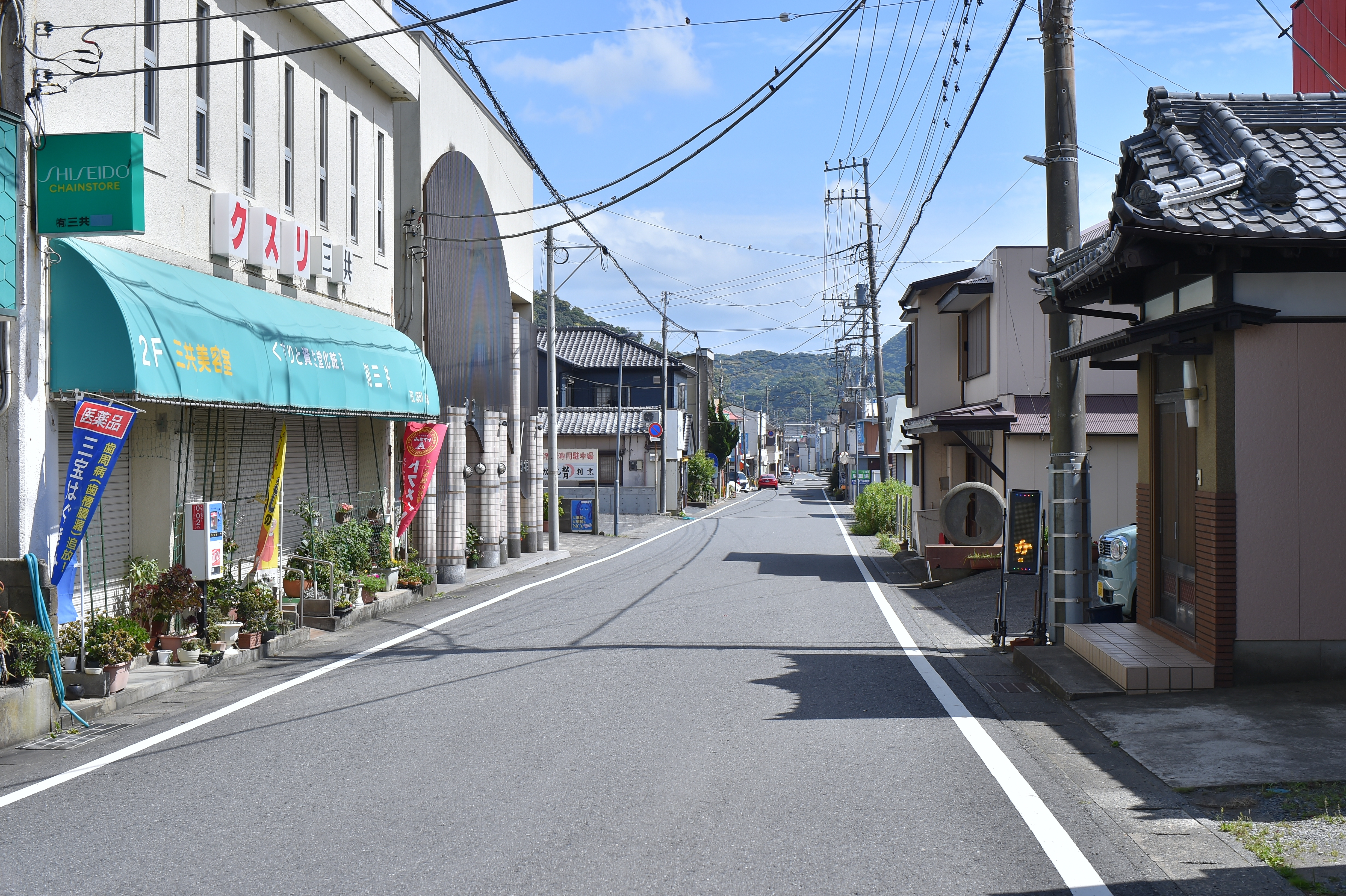
千葉県道238号保田停車場線
保田駅側から見た路線全景（2023年6月）

## 路線データ
- 起点：安房郡鋸南町保田（内房線保田駅）
- 終点：安房郡鋸南町保田（保田交差点、国道127号・千葉県道34号鴨川保田線交点）
- 総延長：0.243 km（安房土木事務所管内：0.243 km[1]）
- 重用延長：なし（安房土木事務所管内：0.0 km[1]）
- 実延長：0.243 km（安房土木事務所管内：0.243 km[1]）

## 交差する道路

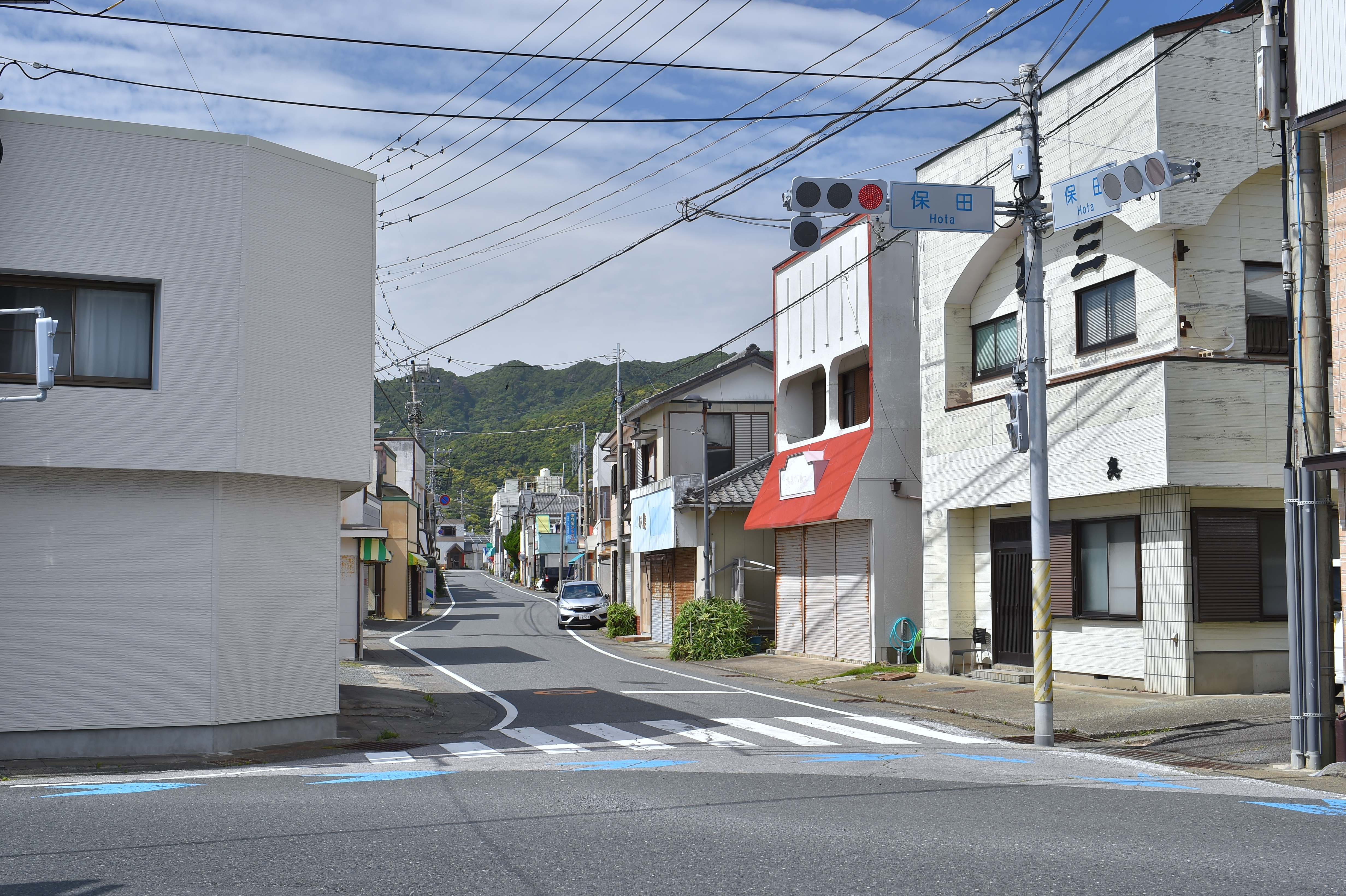
終点・保田交差点より（2023年6月）

| 交差する道路 | 交差する道路       | 交差する場所 | 交差する場所 |
| ------------ | ------------------ | ------------ | ------------ |
| 保田駅       | 保田駅             | 鋸南町       |              |
| 国道127号    | 県道34号鴨川保田線 | 鋸南町       | 保田         |